# مايك باسو
مايك باسو (بالإنجليزية: Mike Basso)‏ هو لاعب كرة قاعدة أمريكي، ولد في 18 يوليو 1964.